# Manchester United F.C. mùa bóng 1914–15
Mùa giải 1914-15 là mùa giải thứ 23 của Manchester United trong Liên đoàn bóng đá và thứ tám trong giải Hạng nhất.
Trong suốt mùa giải một vụ bê bối dàn xếp tỷ số xảy ra khi một trận đấu giữa Manchester United và Liverpool tại Old Trafford vào ngày 02 Tháng 4 năm 1915 với kết quả bất lợi cho United, với các cầu thủ của cả hai bên được hưởng lợi từ các cược đặt vào kết quả. Một cuộc điều tra do Hiệp hội bóng đá đã được đưa ra và nhận thấy rằng các cầu thủ của cả hai bên đã được tham gia vào sự đầu cơ của trận đấu: Sandy Turnbull, Arthur Whalley và Enoch West của United và Jackie Sheldon, Tom Miller, Bob Pursell và Thomas Fairfoul của Liverpool; Sheldon là một cựu cầu thủ của United bị phát hiện là kẻ cầm đầu của vụ việc.
Đây cũng là mùa giải cuối cùng trước khi không có cuộc thi bóng đá được tổ chức trong giai đoạn từ năm 1915 đến năm 1919 do Chiến tranh thế giới thứ nhất.

## Giải bóng đá hạng nhất (First Division)
| Thời gian            | Đối thủ              | H/A | Tỷ số Bt-Bb | Cầu thủ ghi bàn             | Số lượng khán giả |
| -------------------- | -------------------- | --- | ----------- | --------------------------- | ----------------- |
| 2 tháng 9 năm 1914   | Oldham Athletic      | H   | 1 – 3       | O'Connell                   | 13,000            |
| 5 tháng 9 năm 1914   | Manchester City      | H   | 0 – 0       |                             | 20,000            |
| 12 tháng 9 năm 1914  | Bolton Wanderers     | A   | 0 – 3       |                             | 10,000            |
| 19 tháng 9 năm 1914  | Blackburn Rovers     | H   | 2 – 0       | West (2)                    | 15,000            |
| 26 tháng 9 năm 1914  | Notts County         | A   | 2 – 4       | Turnbull, West              | 12,000            |
| 3 tháng 10 năm 1914  | Sunderland           | H   | 3 – 0       | Anderson, Stacey, West      | 16,000            |
| 10 tháng 10 năm 1914 | The Wednesday        | A   | 0 – 1       |                             | 19,000            |
| 17 tháng 10 năm 1914 | West Bromwich Albion | H   | 0 – 0       |                             | 18,000            |
| 24 tháng 10 năm 1914 | Everton              | A   | 2 – 4       | Anderson, Wall              | 15,000            |
| 31 tháng 10 năm 1914 | Chelsea              | H   | 2 – 2       | Anderson, Hunter            | 15,000            |
| 7 tháng 11 năm 1914  | Bradford City        | A   | 2 – 4       | Hunter, West                | 12,000            |
| 14 tháng 11 năm 1914 | Burnley              | H   | 0 – 2       |                             | 12,000            |
| 21 tháng 11 năm 1914 | Tottenham Hotspur    | A   | 0 – 2       |                             | 12,000            |
| 28 tháng 11 năm 1914 | Newcastle United     | H   | 1 – 0       | West                        | 5,000             |
| 5 tháng 12 năm 1914  | Middlesbrough        | A   | 1 – 1       | Anderson                    | 7,000             |
| 12 tháng 12 năm 1914 | Sheffield United     | H   | 1 – 2       | Anderson                    | 8,000             |
| 19 tháng 12 năm 1914 | Aston Villa          | A   | 3 – 3       | Norton (2), Anderson        | 10,000            |
| 26 tháng 12 năm 1914 | Liverpool            | A   | 1 – 1       | Stacey                      | 25,000            |
| 1 tháng 1 năm 1915   | Bradford Park Avenue | H   | 1 – 1       | Anderson                    | 8,000             |
| 2 tháng 1 năm 1915   | Manchester City      | A   | 1 – 1       | West                        | 30,000            |
| 16 tháng 1 năm 1915  | Bolton Wanderers     | H   | 4 – 1       | Potts (2), Stacey, Woodcock | 8,000             |
| 23 tháng 1 năm 1915  | Blackburn Rovers     | A   | 3 – 3       | Woodcock (2), own goal      | 7,000             |
| 30 tháng 1 năm 1915  | Notts County         | H   | 2 – 2       | Potts, Stacey               | 7,000             |
| 6 tháng 2 năm 1915   | Sunderland           | A   | 0 – 1       |                             | 5,000             |
| 13 tháng 2 năm 1915  | The Wednesday        | H   | 2 – 0       | West, Woodcock              | 7,000             |
| 20 tháng 2 năm 1915  | West Bromwich Albion | A   | 0 – 0       |                             | 10,000            |
| 27 tháng 2 năm 1915  | Everton              | H   | 1 – 2       | Woodcock                    | 10,000            |
| 13 tháng 3 năm 1915  | Bradford City        | H   | 1 – 0       | Potts                       | 14,000            |
| 20 tháng 3 năm 1915  | Burnley              | A   | 0 – 3       |                             | 12,000            |
| 27 tháng 3 năm 1915  | Tottenham Hotspur    | H   | 1 – 1       | Woodcock                    | 15,000            |
| 2 tháng 4 năm 1915   | Liverpool            | H   | 2 – 0       | Anderson (2)                | 18,000            |
| 3 tháng 4 năm 1915   | Newcastle United     | A   | 0 – 2       |                             | 12,000            |
| 5 tháng 4 năm 1915   | Bradford Park Avenue | A   | 0 – 5       |                             | 15,000            |
| 6 tháng 4 năm 1915   | Oldham Athletic      | A   | 0 – 1       |                             | 2,000             |
| 10 tháng 4 năm 1915  | Middlesbrough        | H   | 2 – 2       | O'Connell, Turnbull         | 15,000            |
| 17 tháng 4 năm 1915  | Sheffield United     | A   | 1 – 3       | West                        | 14,000            |
| 19 tháng 4 năm 1915  | Chelsea              | A   | 3 – 1       | Norton, West, Woodcock      | 13,000            |
| 26 tháng 4 năm 1915  | Aston Villa          | H   | 1 – 0       | Anderson                    | 8,000             |

| #  | Câu lạc bộ        | Tr | T  | H  | B  | Bt | Bb | Hs  | Điểm |
| -- | ----------------- | -- | -- | -- | -- | -- | -- | --- | ---- |
| 17 | Bolton Wanderers  | 38 | 11 | 8  | 18 | 68 | 84 | -16 | 30   |
| 18 | Manchester United | 38 | 9  | 12 | 17 | 46 | 62 | -16 | 30   |
| 19 | Chelsea           | 38 | 8  | 13 | 17 | 51 | 65 | -14 | 29   |

## FA Cup
| Thời gian          | Vòng đấu | Đối thủ       | H/A | Tỷ số Bt-Bb | Cầu thủ ghi bàn | Số lượng khán giả |
| ------------------ | -------- | ------------- | --- | ----------- | --------------- | ----------------- |
| 9 tháng 1 năm 1915 | Vòng 1   | The Wednesday | A   | 0 – 1       |                 | 23,248            |